# Nombre bicomplex
En matemàtiques, un nombre bicomplex (dels nombres multicomplexos) és un nombre escrit en forma a + bi1 + ci₂ + dj, en què i1, i₂ i j són unitats imaginàries. Segons les normes de multiplicació de les unitats imaginàries, si A = a + bi1 i B = c + di1, aleshores el nombre bicomplex es pot escriure A + Bi₂. Així doncs, els nombres bicomplexos s'assemblen als nombres complexos, però les dues parts són més aviat complexes que reals. Els nombres bicomplexos es redueixen a nombres complexos quan A i B són nombres reals.
El conjunt de tots els nombres bicomplexos forma un anell commutatiu amb identitat; per tant, la multiplicació de nombres bicomplexos té tant la propietat commutativa com l'associativa, i es distribueix en les sumes. Tenint en compte això i les normes de multiplicació de les unitats imaginàries, es poden multiplicar dos nombres bicomplexos qualsevols. La multiplicació de les unitats imaginàries deriva de:
- i1 · i1 = −1
- i₂ · i₂ = −1
- j · j = 1
- i1 · i₂ = j
- i1 · j = −i₂
- i₂ · j = −i1

La divisió no està definida per alguns nombres bicomplexos, ja que alguns són factors de zero, pel qual no es poden dividir. En són un exemple 1 + j i i1 + i₂.